# Balantidiase
 Mise en garde médicale
La balantidiase ou balantidiose est une zoonose cosmopolite, surtout fréquente en Amérique latine, au Moyen-Orient, en Papouasie-Nouvelle-Guinée et aux Philippines.
Elle est due à un protozoaire cilié, Balantidium coli, qui colonise le gros intestin de nombreux animaux et notamment du porc et du singe.
L'humain se contamine en ingérant accidentellement des kystes présents dans les selles de porcs ou d'Hommes : la balantidiase est une anthropozoonose et une maladie hydrique.
La majorité des infestations sont asymptomatiques. Dans les autres cas, elles se manifestent par un syndrome dysentérique pouvant se compliquer de perforation intestinale. Les formes dysentériques, heureusement rares, sont brutales et souvent mortelles. 
Le diagnostic de certitude repose sur la mise en évidence du parasite dans les selles (fraîchement émises) ou sur les biopsies pratiquées lors de coloscopie. Le parasite est volumineux et mobile.
Le traitement repose sur les tétracyclines ou, à défaut, les nitro-imidazolés, et est très efficace.